# Issyk-kul
Issyk-kul (kirg. Ысык-Көл, Ysykköl, tłum. „gorące jezioro”; ros. Иссык-Куль, Issyk-Kul) – słonawe jezioro bezodpływowe położone w północno-wschodnim Kirgistanie, w Azji Centralnej. Jezioro znajduje się w śródgórskiej kotlinie w górach Tienszan, w odległości 126 km od Biszkeku, stolicy Kirgistanu. 
Jest to największe jezioro tego kraju. Leży na wysokości 1609 m n.p.m. jezioro zajmuje powierzchnię 6280 km², tym samym uznawane jest za drugie co do wielkości jezioro obszarów górskich świata, po jeziorze Titicaca. Maksymalna głębokość wynosi 702 m. Zasolenie 5,8‰.
Do Issyk-kulu uchodzą liczne rzeki, w tym Tüp i Dżyrgałang. Rozwinięte są rybołówstwo i żegluga. Główne miasta nad jeziorem to Bałykczy i Czołponata.
BirdLife International od 2006 uznaje wschodnią część jeziora za ostoję ptaków IBA ze względu na licznie zimujące na jeziorze ptactwo wodne. Według stanu wiedzy z 2015 roku, w niecce jeziora stwierdzono ptaki należące do 267 gatunków. Na jeziorze zimują między innymi gągoły (Bucephala clangula), hełmiatki zwyczajne (Netta rufina) i perkozy zauszniki (Podiceps nigricollis). Podczas przelotów zatrzymują się tu między innymi rożeńce zwyczajne (Anas acuta) i żurawie stepowe (Anthropoides virgo).
14 stycznia 2023 w obszarze jeziora wystąpiła ekstremalnie niska temperatura, która wyniosła –30°C, doprowadziła ona do pierwszego w historii zamarznięcia Issyk-kulu.